# 紀一誠
紀 一誠（きの いっせい、1943年 - ）は、日本の情報工学者である。専門は情報科学、待ち行列ネットワーク。元神奈川大学理学部教授神奈川大学名誉教授。

## 経歴
- 1943年、群馬県生まれ[2]
- 1968年東京大学工学部計数工学科数理工学コース卒
- 1968年日本電気株式会社入社。C＆Cシステム研究所主席研究員
- 1999年  神奈川大学理学部情報科学科教授
- 神奈川大学名誉教授

## 研究/受賞
- PH-distributions with non-distinct eigenvalues待ち行列シンポジウム「確率モデルとその応用」      2004年
- Semi-PH過程の構成法（1）（2）オペレーションズ・リサーチ学会 春季研究発表会   2003年

等

## 著作・文献
- 『待ち行列ネットワーク』　朝倉書店   2002年
- 『経営科学OR用語大事典（Encyclopedia of Operations Research and Management Science）』朝倉書店   1999年
- 『性能評価の基礎と応用』　共立出版   1998年
- 『情報処理用語大事典』　オーム社   1992年
- 『情報ネットワークハンドブック』　電子情報通信学会編（オーム社）   1992年
- 『情報科学辞典』　岩波書店   1990年
- 『新版　情報処理ハンドブック』　情報処理学会編（オーム社）   1989年
- 『計算機システム性能解析の実際』　情報処理叢書・10，情報処理学会（オーム社）   1982年